# Herring Pond Indijanci
Comassakumkanit (Herring Pond Indijanci), jedna od plemenskih grupa Wampanoaga koji su u prošlosti imali naselje Herring Pond, utemeljeno 1655. u okrugu Plymouth u Massachusettsu. Stanovnici su mu identificirani kasnije s plemenom Comassakumkanit koje 1674. spominje Bourne. Njihova populacija 1825. svedena je na 40 mješanaca. Potomci im danas (po Sultzmanu) pod imenom Herring Pond čine jednu od pet Wampanoag bandi, ostale četiri su Assonet, Gay Head ili Aquinnah, Mashpee i Namasket.

## Vanjske poveznice
- Wampanoag History  Arhivirana inačica izvorne stranice od 4. srpnja 2013. (Wayback Machine)
- Herring Pond Wampanoag Tribe  Arhivirana inačica izvorne stranice od 10. prosinca 2008. (Wayback Machine)